# Movimento Internacional de Juventudes
O MOV - Movimento Internacional de Juventudes é uma organização da sociedade civil dedicada à promoção da participação juvenil, educação política e defesa dos direitos humanos, com atuação em diversos países das Américas, Caribe, Europa e África. Fundado em 2018 como um grêmio estudantil, o MOV transformou-se em uma organização internacional em 2022, ampliando sua atuação para temas globais relacionados à juventude.
O MOV tem como principais eixos de atuação a promoção da cidadania juvenil, educação para a democracia, combate às desigualdades sociais e incentivo à ciência cidadã, desenvolvendo projetos, campanhas e formações com jovens de diferentes contextos sociais. Em 2023, a organização impactou diretamente mais de 690 mil jovens em 91 países, por meio de atividades presenciais e digitais.

## Estrutura e Áreas de Atuação
O MOV é estruturado por diversas coordenações e institutos especializados, que abrangem áreas como Tecnologia e Robótica (TechMOV), Ciências Cidadãs e Astronomia (MEDUSA), Iniciação Científica (NUPIS), Debates, Simulações Diplomáticas (MovMUN), Clima e Meio Ambiente, além das Presidências Nacionais e Regionais, responsáveis pela articulação territorial.
Entre suas principais atividades, destacam-se a realização de workshops, campanhas de conscientização, programas de educação política digital, simulações de organismos internacionais e projetos de ciência cidadã. O MOV também ocupa espaços de diálogo e incidência institucional, participando de conselhos, fóruns e redes nacionais e internacionais, como o Fórum Nacional de Prevenção e Erradicação do Trabalho Infantil (FNPETI), o Instituto Nacional de Prevenção e Erradicação do Trabalho Infantil (INPETI) e a Reunião de Altas Autoridades sobre Direitos Humanos do Mercosul (RAADH). A organização ainda promove ações de incentivo à pesquisa e à formação de jovens lideranças, ampliando a participação juvenil nos processos de formulação de políticas públicas.

## Impacto
Desde sua criação, o MOV tem atuado em projetos de fortalecimento da democracia, defesa dos direitos das juventudes e enfrentamento às desigualdades, com enfoque em ações de base comunitária e representatividade em espaços de decisão.